# 刘恒椽
刘恒椽（1931年1月4日—2012年1月21日），出生于上海，祖籍浙江上虞，中国化学家。

## 生平
1949年，考入上海圣约翰大学，1952年，转入华东师范大学化学系，毕业后留校。1985年，任化学系有机合成教研室主任。1986年任教授，1988年任化学系主任、学术委员会主任。1992年，任华东师范大学校务委员会副主任。2002年，被聘为华东师范大学终身教授。后担任第八、九届上海市政协副主席。